# 國枝孝弘
國枝 孝弘（くにえだ たかひろ、1965年7月6日 - ）は、日本のフランス文学者・フランス語教育学者。文学博士（トゥールーズ・ル・ミライユ大学、1999年）。研究テーマは近代フランスにおける文学言語と言語思想・言語学との関係。

## 人物
岐阜県岐阜市出身。岐阜県立加納高等学校から早稲田大学法学部に進学。卒業後、同大学大学院に進み、文学研究科仏文学専攻修士課程修了。グルノーブル大学DEA課程修了。
学習院大学人文科学研究科フランス文学専攻博士課程後期課程単位取得満期退学。トゥールーズ・ル・ミライユ大学博士課程修了。
教職としては順天堂大学国際教養学部講師、学校法人アテネ・フランセ講師や慶應義塾大学総合政策学部教授を務める。
また、2003年から2005年までNHK教育テレビの語学番組「フランス語会話」で、2008年・2010年・2011年には「テレビでフランス語」で、それぞれ講師を務めた。また、2011年から2013年までNHKラジオ第2放送の語学番組「まいにちフランス語」で講師を務めた。

## 著作
- 『気持ちが伝わる！ フランス語リアルフレーズBOOK』（パトリス・ルロワ共著 研究社 2014）
- （監修）『携帯版フランス語会話とっさのひとこと辞典 Nouvelle édition』（DHC, 佐藤若菜著、國枝孝弘、パトリス・ルロワ監修 2012）
- 『A vous de parler !  フランス語のちから - 12人の日常から学ぶフランス語』（朝日出版社 2012）
- 『耳から覚えるカンタン！ フランス語文法』（駿河台出版社 2011）
- 『基礎徹底マスター！ フランス語練習ドリル』（NHK出版 2008）
- 『宇宙人のためのフランス語会話』（駿河台出版社 2007）
- 『外国語教育のリ・デザイン』（第2部第1章、第2章を共同執筆、慶應義塾大学出版会 2005）
- 『総合政策学の最先端III』第10章（「語りと共同性−物語から小説への移行からみた近代とは」慶應義塾大学出版会 2003）